# Allt för Madeleine
Allt för Madeleine (franska: Le Silence est d'or) är en fransk romantisk komedi från 1947 i regi av René Clair.

## Utmärkelser
Allt för Madeleine vann Guldleoparden vid Internationella filmfestivalen i Locarno 1947. Filmen vann även Syndicat Français de la Critique de Cinéma et des Films de Télévisions pris för bästa film 1948.

## Rollista i urval
- Maurice Chevalier - Emile Clément, filmregissör
- François Périer - Jacques Francet, skådespelare
- Marcelle Derrien - Madeleine Célestin
- Dany Robin - Lucette
- Christiane Sertilange - Marinette
- Roland Armontel - Célestin, Madeleines far
- Robert Pizani - Duperrier, finansiär
- Paul Ollivier - bokhållaren
- Raymond Cordy - Le Frisé
- Gaston Modot - Gustave
- Bernard Lajarrige - Paulo
- Jean Daurand - Alfred
- Paul Demange - sultanen av Socotora
- Georges Bever - ministern
- Max Dalban - Cricri
- Albert Michel - Zanzi